# Palazzo H
Il Palazzo H è un edificio di Roma.
Si trova sul lungotevere nel settore nordoccidentale della città, all'interno del complesso del Foro Italico, e ivi si trovano sia la sede legale che di rappresentanza del Comitato olimpico nazionale italiano.

## Storia
Il Palazzo H fu progettato dall'architetto Enrico Del Debbio nel 1927. La prima pietra fu posta da Benito Mussolini il 28 febbraio 1928 e fu inaugurato nel 1932 come sede dell'Accademia fascista maschile di educazione fisica (o Accademia della Farnesina). È la prima opera del Foro Italico (allora Foro Mussolini) a essere realizzata, su indicazione dell'Opera Nazionale Balilla, il cui piano fu progettato da Del Debbio nel periodo 1927-1933, e completato nel dopoguerra (1956/60). Nel marzo 1951 Giulio Onesti ne fece sede del CONI e il palazzo è divenuto poi sede di rappresentanza del Comitato olimpico nazionale italiano, che nel 2018 ha previsto dei lavori di restauro. Dal 2019 è anche sede di Sport e Salute.

## Architettura

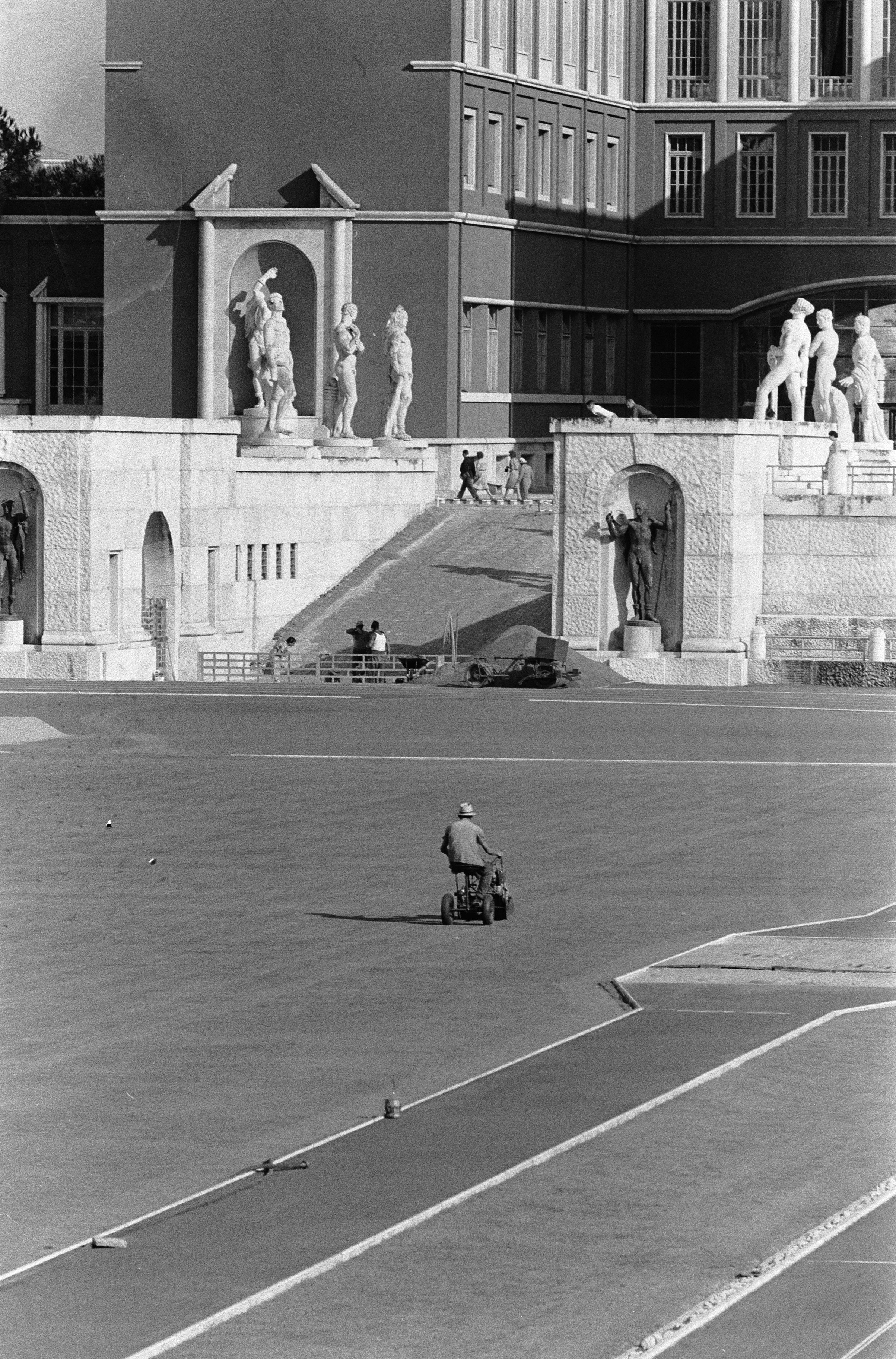
Nel 1960, durante le Olimpiadi di Roma

Composto da due corpi simmetrici di due piani, collegati da un grande pontile, così da formare una pianta a “H”. Dentro nicchie incorniciate da edicole di marmo a fastigio triangolare spezzato, vi sono 4 statue di atleti.  A fianco vi è realizzata una palestra monumentale, con una pianta semi ovoidale, progettata per la ginnastica, con gallerie sopraelevate

### Interni
All'interno, nel salone d'onore, vi sono due enormi pitture murali, la più famosa delle quali è l’"Apoteosi del Fascismo" di Luigi Montanarini del 1928, che nel dopoguerra per decenni fu tenuta nascosta dietro un panno verde, e solo nel 1997 su disposizione della Soprintendenza è stata svelata. L'altro affresco è una allegoria di Roma antica, opera di Angelo Canevari. Vi sono anche quattro soggetti sportivi, dipinti da Romano Dazzi.